# Matti Rantanen
Matti Rantanen (Lammi, 13 februari 1981) is een Fins voormalig rallyrijder.

## Carrière

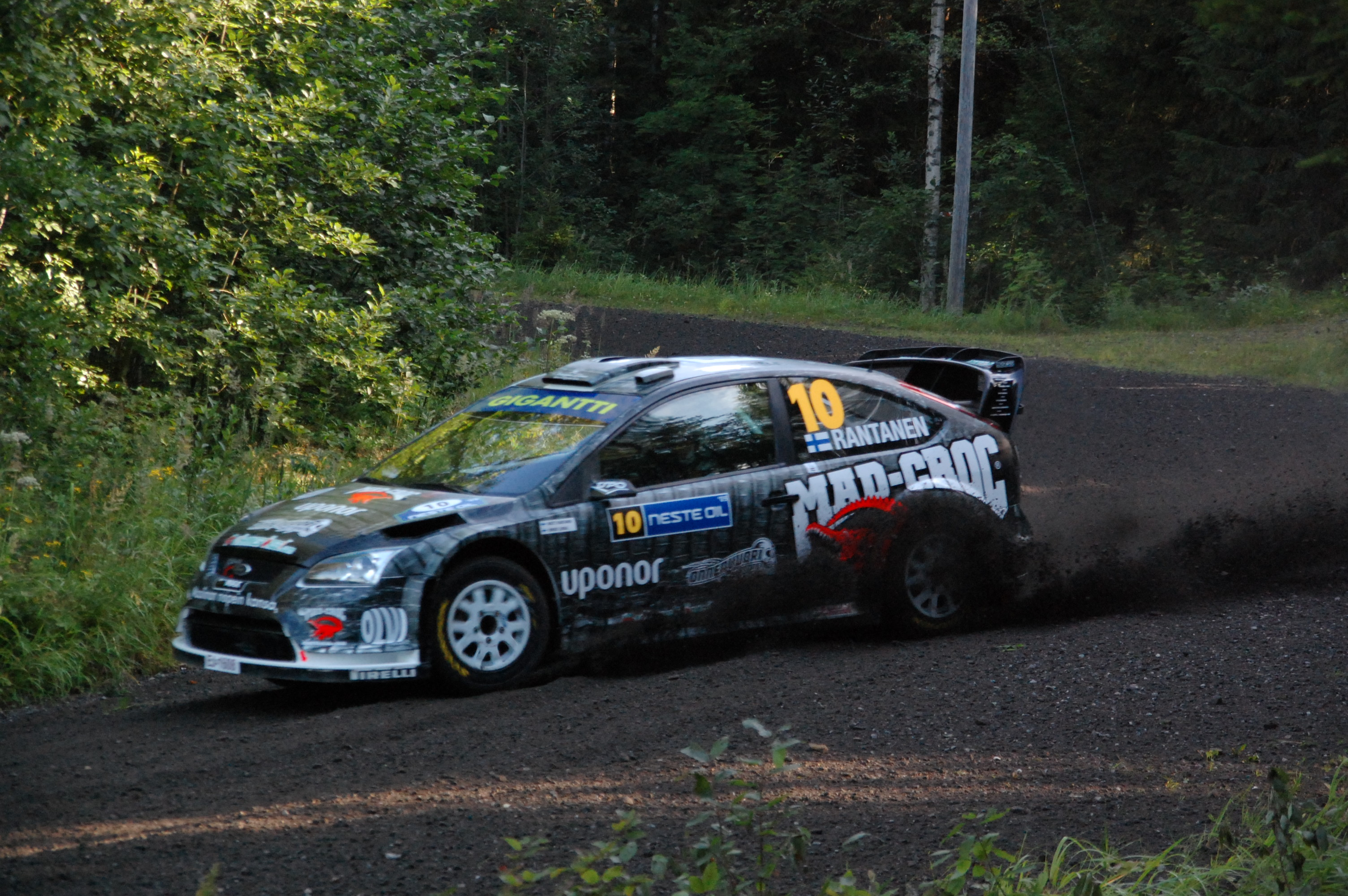
Rantanen met een Ford Focus RS WRC actief tijdens de Rally van Finland in 2009

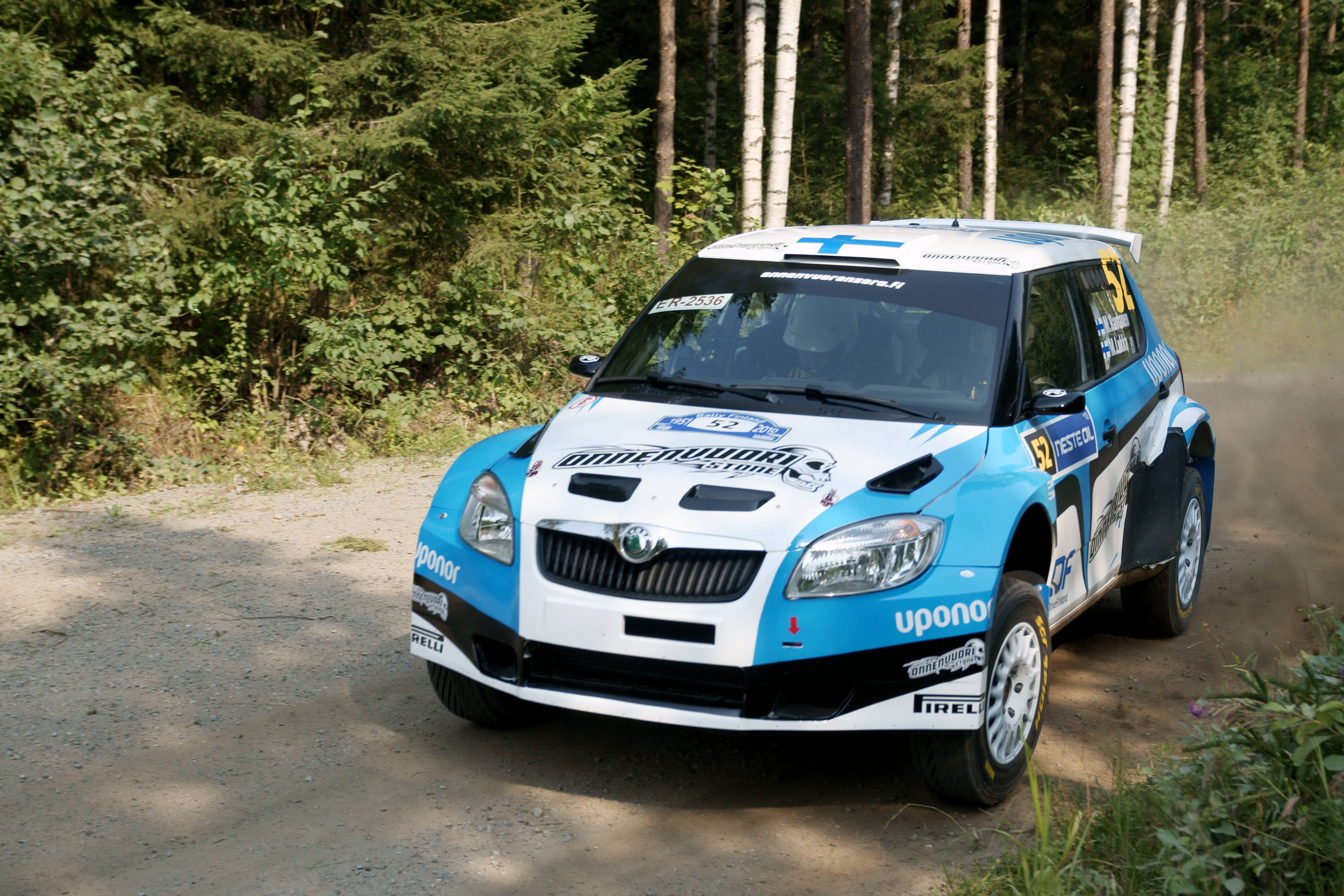
In 2010 met een Škoda Fabia S2000

Matti Rantanen debuteerde in 2001 in de rallysport, maar begon in 2003 hierin pas regelmatig actief te zijn. Hij was actief in het Fins rallykampioenschap, voordat hij in 2005 ook zijn eerste opwachting maakte in het wereldkampioenschap rally, in zijn thuisevenement in Finland, waar hij in zijn categorie zou winnen. Dit resultaat herhaalde hij tijdens de 2006 editie van de rally. In 2008 nam hij aan de Finse WK-ronde deel in een Ford Focus RS WRC, waarmee hij een zevende plaats algemeen behaalde en daarmee naar zijn eerste punten greep in het kampioenschap. Tijdens de 2009 editie werd hij met dezelfde auto ingeschreven door Munchi's Ford en behaalde dit keer een sterke vijfde plaats, en was daarmee de best geklasseerde privé-rijder. Het jaar daarop nam hij deel aan de rally met een Škoda Fabia S2000, maar wist dit keer de finish niet te halen, op het moment dat hij wel een top tien positie handhaafde. Rantanen was in 2009 en 2010 ook actief in het Brits rallykampioenschap met een voorwielaangedreven Renault Clio.
Tijdens de Rally van Finland in 2011 verscheen Rantanen aan de start met een Mini John Cooper Works WRC. In de 2012 editie werkte hij de rally af met een Ford Fiesta RS WRC en eindigde daarmee als zevende algemeen. Dit is vooralsnog zijn laatste start in een rally geweest.

## Complete resultaten in het wereldkampioenschap rally
| Seizoen | Inschrijving                   | Auto                       | 1   | 2   | 3   | 4   | 5       | 6   | 7   | 8       | 9       | 10     | 11  | 12  | 13  | 14  | 15  | 16  | Pos. | Punten |
| ------- | ------------------------------ | -------------------------- | --- | --- | --- | --- | ------- | --- | --- | ------- | ------- | ------ | --- | --- | --- | --- | --- | --- | ---- | ------ |
| 2005    | Matti Rantanen                 | Honda Civic Type-R         | MON | ZWE | MEX | NZL | ITA     | CYP | TUR | GRI     | ARG     | FIN 31 | DUI | GBR | JPN | FRA | SPA | AUS | –    | 0      |
| 2006    | Matti Rantanen                 | Honda Civic Type-R         | MON | ZWE | MEX | SPA | FRA     | ARG | ITA | GRI     | DUI     | FIN 21 | JPN | CYP | TUR | AUS | NZL | GBR | –    | 0      |
| 2007    | Matti Rantanen                 | Mitsubishi Lancer Evo VIII | MON | ZWE | NOR | MEX | POR     | ARG | ITA | GRI     | FIN DNF | DUI    | NZL | SPA | FRA | JPN | IER | GBR | –    | 0      |
| 2008    | Matti Rantanen                 | Ford Focus RS WRC 06       | MON | ZWE | MEX | ARG | JOR     | ITA | GRI | TUR     | FIN 7   | DUI    | NZL | SPA | FRA | JPN | GBR |     | 17   | 2      |
| 2009    | Munchi's Ford World Rally Team | Ford Focus RS WRC 08       | IER | NOR | CYP | POR | ARG     | ITA | GRI | POL     | FIN 5   | AUS    | SPA | GBR |     |     |     |     | 15   | 4      |
| 2010    | Matti Rantanen                 | Škoda Fabia S2000          | ZWE | MEX | JOR | TUR | NZL     | POR | BUL | FIN DNF | DUI     | JPN    | FRA | SPA | GBR |     |     |     | –    | 0      |
| 2011    | Matti Rantanen                 | Mitsubishi Lancer Evo X R4 | ZWE | MEX | POR | JOR | ITA DNF | ARG | GRI |         |         |        |     |     |     |     |     |     | –    | 0      |
| 2011    | Grifone                        | Mini John Cooper Works WRC |     |     |     |     |         |     |     | FIN DNF | DUI     | AUS    | FRA | SPA | GBR |     |     |     | –    | 0      |
| 2012    | Matti Rantanen                 | Ford Fiesta RS WRC         | MON | ZWE | MEX | POR | ARG     | GRI | NZL | FIN 7   | DUI     | GBR    | FRA | ITA | SPA |     |     |     | 21   | 6      |